# Jacek Maria Hohensee
Jacek Maria Hohensee (ur. 7 marca 1943 w Częstochowie) – malarz, scenograf, reżyser, poeta, pisarz, satyryk, grafik.

## Życiorys
Absolwent (1968) Akademii Sztuk Pięknych w Warszawie. Autor kilkuset scenografii dla Teatru Telewizji, programów rozrywkowych, widowisk poetyckich, programów publicystycznych i filmów, a także scenariuszy audycji radiowych, filmów i programów telewizyjnych, wielu publikacji prasowych, w tym ilustracji i karykatur.
Brał udział w wielu wystawach malarstwa i pokazach sztuki wideo w Polsce i za granicą. 
Laureat wielu nagród za twórczość telewizyjną, plastyczną i poetycką (I nagrody w Łódzkiej Wiośnie Poetów (1965), Czerwonej Róży (1967). 7 października 2013 za wybitne zasługi dla rozwoju telewizji publicznej został odznaczony Krzyżem Kawalerskim Orderu Odrodzenia Polski.

## Twórczość

### Poezja
- Podróże. Warszawa: PAX, 1965. Brak numerów stron w książce
- Dystans. Warszawa: Iskry, 1971. Brak numerów stron w książce
- Pisane w hotelu. Warszawa: PoeciPolscy.pl, 2013. Brak numerów stron w książce
- Zjawy. Warszawa: Fundacja Duży Format, 2015
- Zlepieniec. Warszawa: Fundacja Duży Format, 2017
- Przejście podziemne. Warszawa: Fundacja Duży Format, 2019
- Czas przeszły złożony ponownie. Warszawa: Fundacja Duży Format, 2021
- Sydonia. Przepowiednie. Warszawa: Fundacja Duży Format, 2022
- Piasek. Warszawa: Fundacja Duży Format, 2023
- Wycieczka za miasto (Pieśni Dziadowskie). Warszawa: Fundacja Duży Format, 2024

### Proza
- Opowieści globtrotera. Warszawa: Iskry, 1975. Brak numerów stron w książce
- Paranoja picture. Warszawa: Iskry, 1978. Brak numerów stron w książce
- Teatr nonsensacji. Warszawa: Iskry, 1980. Brak numerów stron w książce
- Imagen segundaria. Warszawa: Czytelnik, 1981. Brak numerów stron w książce
- Po drugiej stronie. Warszawa: Twój Styl, 2004. Brak numerów stron w książce
- Jak zostać milionerem i lista lokali gdzie bywać wypada. Warszawa. Nowy Świat, 2011. (e-book)